# Adélaïde de Souza
Retrato em miniatura pertencente à Marquesa de Rio Maior
assinatura
Vista da sepultura.
Adélaïde-Marie-Émilie Filleul, conhecida como Adélaïde, condessa de Flahault de La Billarderie, depois Adélaïde de Souza, ou Madame de Flahault, e Madame de Souza (Paris, 14 de maio de 1761 — Paris, 19 de abril de 1836) foi uma escritora, moralista e salonnière francesa.

## Biografia
Sua mãe, Marie Irène Cathérine de Buisson, filha do Senhor de Longpré, perto de Falaise, casou-se com um burguês daquela cidade chamado Charles François Filleul. Foi relatado, embora nenhuma prova seja apresentada, que Madame Filleul foi amante de Luís XV, tendo com ele uma filha, Marie-Françoise Julie Constance Filleul, conhecida como Julie Filleul (1751–1822), embora nunca reconhecida. Marie Irène Filleul tornou-se amante de um agente de coleta de impostos dos fazendeiros, Étienne-Michel Bouret, que, segundo Jean Orieux, era o verdadeiro pai de Adélaïde; segundo outros (incluindo seu neto Charles de Morny), seu pai também era o rei. Aos dezesseis anos, Julie Filleul casou-se com Abel-François Poisson de Vandières, Marquês de Marigny e irmão de Madame de Pompadour.
Conforme Charles Augustin Sainte-Beuve, ela perdeu os pais ainda muito jovem, sendo educada em um convento, cenário de alguns episódios de seus romances. Marie Irène Filleul morreu em 1767, e Adélaïde Filleul foi acolhida por sua meia-irmã.
Quando deixou o convento, aos dezoito anos, casou-se com o conde Charles-François de Flahaut de La Billarderie em 30 de novembro de 1779, a pedido de sua irmã. Ele era 36 anos mais velho que ela e era marechal de campo, administrador dos jardins e do gabinete do rei; segundo ela, o casamento nunca foi consumado. O casal morava no Louvre, na época em meio à agitação pré-revolucionária, onde Adélaïde, jovem demais para avaliar a situação política, ficava entediada. Ela então teve a ideia de escrever e começou Adèle de Sénange, a história de uma garota muito jovem, casada com um homem muito mais velho do que ela, que vive uma situação que lembra o amor impossível da Princesse de Clèves.
Como amante do abade de Périgord (Charles-Maurice de Talleyrand), ela inaugurou o salão literário dela, onde o jovem abade ocupou o centro do palco por dez anos, de 1783 a 1792. Os dois viveram praticamente como marido e mulher. Seu salão literário também incluía: Gouverneur Morris, Ministro Plenipotenciário dos Estados Unidos, que passou o verão de 1784 com ela; William Windham, político britânico; o Barão d'Holbach; Jean-Baptiste Antoine Suard, homem de letras e jornalista francês; Jean-François Marmontel, historiador, escritor e membro do movimento enciclopédico francês; Charles-Joseph Panckoucke,  livreiro-editor francês; o médico da Rainha, Félix Vicq d'Azyr e, é claro, Talleyrand. Em 21 de abril de 1785, nasceu seu filho Charles de Flahault, cuja paternidade é geralmente atribuída a Talleyrand e, às vezes, a Windham (Morris negou isso).
Durante os primeiros dias da Revolução Francesa, Talleyrand se tornou próximo de Germaine de Staël; isso foi seguido por um período de distanciamento com Adélaïde de Flahault, que estava preocupada com o rumo que a Revolução estava tomando. Ela se escondeu com seu filho na casa de Gouverneur Morris durante os Massacres de Setembro. No início do Terror, seu marido, que acabara de escapar com a ajuda de seu advogado, deixou que ela fosse embora e se instalasse na Inglaterra, junto à sociedade de emigrantes em Mickleham, Surrey, descrita nas Memoirs de Madame d'Arblay. Seu marido permaneceu em Boulogne-sur-Mer; por sua vez, o cavalheiresco Conde de Flahault se entregou ao Tribunal Revolucionário em 29 de janeiro de 1793, para poupar seu advogado, sendo guilhotinado no mesmo ano.
Para viver em Londres e pagar a educação do filho, ela fez chapéus. Lorde Wycombe a convenceu a escrever um romance, Adèle de Senange, baseado em sua própria história, que foi um grande sucesso quando foi publicado em 1794. Ela viajou para a Suíça, onde conheceu o ex-duque de Chartres, e talvez tenha se tornado seu amante. Ela o seguiu até Hamburgo, onde reencontrou Gouverneur Morris e onde também conheceu seu futuro segundo marido, o embaixador português na Dinamarca, Dom José Maria de Souza Botelho Mourão e Vasconcelos, 2.º Senhor do morgado de Mateus, anteriormente casado em Lisboa, em 23 de novembro de 1783, com Dona Maria Teresa de Noronha, do morgado de Apréstimos, com quem teve um único filho, José Luís de Sousa Botelho Mourão e Vasconcelos, futuro 1.º Conde de Vila Real.
Talleyrand ajudou-a a retornar à França no final de 1797 e depois a retirou da lista de emigrantes. Ele nomeou Charles para o Ministério da Marinha em 1799. Ela continuou a escrever, publicando Émilie et Alphonse em 1799 e Charles et Marie em 1802. Em 17 de outubro de 1802, ela se casou com José Maria de Souza, também viúvo, um rico aristocrata português, embaixador de Portugal em Paris e ilustre patrono literário, mais conhecido como “Morgado de Mateus”. Seu marido foi chamado de volta em 1804 e lhe foi oferecida a embaixada de São Petersburgo; mas no ano seguinte ele renunciou para se estabelecer permanentemente em Paris, onde tinha muitos amigos, entre eles Jean Charles Léonard de Sismondi. Ele dedicou seu tempo principalmente à preparação de uma bela edição dos Lusíadas de Luís de Camões, que concluiu em 1817.
Souza é a grafia antiga do nome Sousa em português; morgado, um título de cortesia dado em Portugal a senhores de casas indivisíveis. Embora a “Madame de Souza” seja frequentemente chamada de “Marquesa de Souza Botelho” na literatura ou por esnobismo social, esse título nunca existiu. A confusão pode ter origem no fato de que seu genro, Dom José Luís de Souza Botelho Mourão e Vasconcelos, foi criado 1.º Conde de Vila Real em 1823, ou no fato de que a família Souza Botelho descendia, por meio de mulheres e bastardia, do famoso António Luís de Souza, o conquistador de Madri durante a Guerra da Sucessão Espanhola em 25 de junho de 1706.
Adélaïde de Souza mais uma vez frequentou os salões para promover a fortuna de seu filho Carlos. Ela chegou ao ponto de incentivar o caso dele com Hortênsia de Beauharnais, cujo resultado foi Charles de Morny, seu neto nascido em 1811. Em seguida, ela o casou com Margaret Mercer Elphinstone, filha do almirante Keith; Charles de Flahault seguiu uma importante carreira militar e política, tornando-se general de brigada, conde do Império e encarregado de missões diplomáticas para Napoleão I.
Com a queda do Primeiro Império, Adélaïde de Souza perdeu parte de sua influência. Ela dissuadiu seu filho de ir com Napoleão para Santa Helena. Dom José Luís de Souza morreu em Paris em 1 de junho de 1825. Madame de Souza se retirou da vida social e dedicou parte de sua afeição ao único neto, que ela criou (ele próprio a eminência parda de seu meio-irmão Napoleão III). Ela foi enterrada no cemitério do Père-Lachaise, em Paris (20.ª divisão), ao lado de seu marido português, trazido de volta à sua terra natal em 1964 e está enterrado desde então em seu Palácio de Mateus, perto de Vila Real.

## Publicações
Adélaïde de Souza escreveu inúmeros romances, sendo o mais importante Adèle de Senange. Chénier disse que ela era uma daquelas mulheres "que figuram com maior distinção entre os romancistas modernos". Sainte-Beuve publicou uma edição de suas obras em 1843; Liev Tolstói menciona seus romances várias vezes em Guerra e paz.

### Romances
- Adèle de Senange, ou Lettres de Lord Sydenham, Londres, 1794, dois volumes; Genebra, reimpressões de Slatkine, 1995
- Émilie et Alphonse ou le Danger de se livrer à ses premières impressions, Hamburgo, P. F. Fauche; Paris, Charles Pougens, 1799
- Charles et Marie, 1802
- Eugène de Rothelin, Londres, Dulan, 1808
- Eugénie de Revel : souvenirs des dernières années du dix-huitième siècle, Lille, L. Lefort, 1853
- Eugénie et Mathilde, ou, Mémoires de la famille du comte de Revel, Paris, F. Schoell, 1811
- La Comtesse de Fargy, Paris, Alexis Eymery, 1823
- La Duchesse de Guise, ou intérieur d’une famille illustre dans le temps de la Ligue; drame en trois actes, Paris, C. Gosselin, 1832
- La Pensionnaire mariée, comédie-vaudeville en un acte, [S.l.s.n.], 1835
- Mademoiselle de Tournon, Paris, Firmin Didot, 1820
- Œuvres complètes de Madame de Souza, Paris, Garnier, 1865